# Silly-Tillard
Silly-Tillard è un comune francese di 488 abitanti situato nel dipartimento dell'Oise della regione dell'Alta Francia.

## Società

### Evoluzione demografica
Abitanti censiti